# Sør Arena
Le Sør Arena est un stade situé à Kristiansand, dans le Comté de Vest-Agder, en Norvège, inauguré en 2007.
Il est par ailleurs le stade-résident du club de football du IK Start évoluant en Tippeligaen.
À la suite de la signature d'un accord de naming en 2007, il porte le nom de la société norvégienne d'une Caisse d'épargne Sparebanken Sør.